# 1611

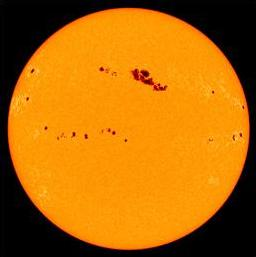
Febbraio: le macchie solari vengono osservate per la prima volta

Il 1611 (MDCXI in numeri romani) è un anno  del XVII secolo.

## Eventi
- Inizio della Guerra di Kalmar.
- Marco Antonio de Dominis pubblica a Venezia il Tractatus de radiis visus et lucis in vitris, perspectivis et iride, in cui discute del cannocchiale e dà una spiegazione per il fenomeno dell'arcobaleno, adottata poi da Isaac Newton.
- Anno in cui il filosofo rinascimentale Giulio Cesare Vanini partecipa, su incarico della Signoria, in qualità di "lettore", alle prediche quaresimali nella Basilica di San Marco, attirandosi i sospetti delle autorità religiose ed infine la condanna a rientrare al sud da parte dei suoi superiori.
- Erzsébet Báthory, la più grande serial killer di tutti i tempi, viene condannata alla reclusione a vita.
- 30 ottobre – Gustavo II Adolfo diventa re di Svezia.
- Antonio Canopolo fonda una delle più longeve Istituzioni educative della Sardegna oggi evoluto in Convitto Nazionale Canopoleno.

## Nati

### Gennaio
- 3 gennaio - James Harrington, filosofo e scrittore britannico († 1677)
- 6 gennaio - Chongzhen, imperatore cinese († 1644)
- 19 gennaio - Francesco Guarini, pittore italiano († 1651)
- 25 gennaio - Luigi Gonzaga, nobile italiano († 1636)
- 28 gennaio - Johannes Hevelius, astronomo polacco († 1687)

### Febbraio
- 2 febbraio - Ulrico di Danimarca, principe danese († 1633)
- 3 febbraio - Christian Ulrik Gyldenløve, diplomatico danese († 1640)
- 19 febbraio - Andries de Graeff, politico olandese († 1678)

### Marzo
- 1º marzo - John Pell, matematico e linguista inglese († 1685)
- 11 marzo - Giuseppe Maria Figatelli, matematico e religioso italiano († 1682)

### Aprile
- 13 aprile - Marco Cremosano, storico italiano († 1704)
- 14 aprile - Ferdinando Tiburzio Gonzaga, vescovo cattolico italiano († 1672)
- 17 aprile - Simone Pignoni, pittore e scultore italiano († 1698)
- 21 aprile - Carlo Carafa della Spina, cardinale italiano († 1680)
- 21 aprile - Clemente Galano, missionario e presbitero italiano († 1666)
- 21 aprile - Francesco Antonio Gallo, vescovo cattolico e nobile italiano († 1685)
- 30 aprile - Pedro Porter Casanate, ammiraglio, navigatore e esploratore spagnolo († 1662)

### Maggio
- 4 maggio - Carlo Rainaldi, architetto italiano († 1691)
- 19 maggio - Papa Innocenzo XI, papa, vescovo cattolico e cardinale italiano († 1689)
- 27 maggio - Diomede V Carafa, duca († 1660)

### Giugno
- 3 giugno - Giovan Carlo de' Medici, cardinale italiano († 1663)
- 8 giugno - Francesco Nasini, pittore italiano († 1695)
- 13 giugno - Johan Palmstruch, mercante olandese († 1671)
- 15 giugno - Jan Fyt, pittore, disegnatore e incisore fiammingo († 1661)
- 17 giugno - Hoshina Masayuki, militare giapponese († 1673)
- 22 giugno - Pablo Bruna, compositore e organista spagnolo († 1679)
- 28 giugno - Robert Rich, III conte di Warwick, conte britannico († 1659)

### Luglio
- 16 luglio - Cecilia Renata d'Asburgo, sovrana († 1644)
- 16 luglio - Ferdinando Stocchi, presbitero, letterato e falsario italiano († 1663)
- 20 luglio - Gabriel de Henao, teologo, storico e gesuita spagnolo († 1704)
- 20 luglio - Johann Christoph Storer, pittore e incisore tedesco († 1671)
- 21 luglio - Jan van Balen, pittore fiammingo († 1654)

### Agosto
- 1º agosto - Hieronymus Francken III, pittore fiammingo
- 9 agosto - Enrico di Nassau-Siegen, nobile tedesco († 1652)
- 18 agosto - Maria Luisa di Gonzaga-Nevers († 1667)

### Settembre
- 1º settembre - William Cartwright, drammaturgo inglese († 1643)
- 3 settembre - Toussaint Rose, politico francese († 1701)
- 4 settembre - Giorgio III di Brieg, nobile polacco († 1664)
- 5 settembre - Johann Friedrich Gronov, filologo classico tedesco († 1671)
- 11 settembre - Henri de La Tour d'Auvergne, visconte di Turenne, generale francese († 1675)
- 13 settembre - Isabella Gesualdo, nobile italiana († 1629)
- 17 settembre - Johannes Olearius, teologo tedesco († 1684)
- 18 settembre - Michele Beggiamo, arcivescovo cattolico italiano († 1689)
- 24 settembre - Opizzone d'Este, vescovo cattolico italiano († 1644)

### Ottobre
- 3 ottobre - Giovanni Salvatore, compositore e organista italiano
- 15 ottobre - Andrea Mattioli, compositore e presbitero italiano († 1679)

### Novembre
- 1º novembre - Pompeo Angelotti, storico e vescovo cattolico italiano († 1667)
- 1º novembre - François-Marie de Broglie, nobile e militare italiano († 1656)
- 26 novembre - Eleonora Baroni, musicista e cantante italiana († 1670)

### Dicembre
- 1º dicembre - Nicola Avancini, gesuita e scrittore italiano († 1686)
- 10 dicembre - Veronica Cybo-Malaspina, nobildonna italiana († 1691)

### Senza giorno specificato
- Pedro Antonio de Aragón, politico e militare spagnolo († 1690)
- Orazio Archinto, nobile italiano († 1683)
- Brandolino VI Brandolini, condottiero italiano († 1652)
- Giovanni Francesco Cassana, pittore italiano († 1690)
- Charles Alphonse Du Fresnoy, pittore e scrittore francese († 1668)
- Mary Dyer, inglese († 1660)
- Gaspare Guercio, scultore e architetto italiano
- Judith Gigault de Bellefonds, religiosa francese († 1691)
- Alessandro II Gonzaga, nobile italiano († 1644)
- Andreas Hammerschmidt, compositore e organista tedesco († 1675)
- Jan van den Hoecke, pittore e disegnatore fiammingo († 1651)
- Hon'inbō San'etsu, goista giapponese († 1658)
- Ikoma Ienaga, militare giapponese († 1659)
- Ikoma Takatoshi, militare giapponese († 1659)
- Henry Ireton, generale inglese († 1651)
- William Lamport, avventuriero irlandese († 1659)
- Lǐ Yú, scrittore, drammaturgo e editore cinese († 1680)
- Carlo Eusebio del Liechtenstein, principe austriaco († 1684)
- Maddalena di Nagasaki, religiosa giapponese († 1634)
- Isabella Martinengo, nobile italiana († 1708)
- Sebastiano Mazzoni, pittore, poeta e architetto italiano († 1678)
- Dionisio Mazzuoli, architetto e scultore italiano († 1669)
- Baptist Noel, III visconte Campden, politico inglese († 1682)
- Francesco Fieravino, pittore italiano († 1654)
- Willem Ormea, pittore olandese († 1673)
- Alessandro Maria Orsini, nobile e militare italiano († 1692)
- Antonio de Pereda, pittore spagnolo († 1678)
- Pierre Perrault, scrittore e idrologo francese († 1680)
- Francesco Quaini, pittore italiano († 1680)
- Safi, sovrano persiano († 1642)
- Francesco Sbarra, drammaturgo italiano († 1668)
- Diego Quispe Tito, pittore peruviano († 1681)
- Thomas Urquhart, scrittore scozzese († 1660)
- Hendrick van Vliet, pittore olandese († 1675)
- Volterrano, pittore italiano († 1690)
- Juan Vélez de Guevara, drammaturgo spagnolo († 1675)
- John Webb, architetto, scrittore e sinologo britannico († 1672)
- Zacharias Traber, gesuita austriaco († 1678)
- Balthasar de Monconys, esploratore, diplomatico e magistrato francese († 1665)
- Evliya Çelebi, scrittore ottomano († 1684)

## Morti

### Gennaio
- 6 gennaio - Giovanni de Ribera, patriarca cattolico e santo spagnolo (n. 1532)
- 16 gennaio - Niiro Tadamoto, militare giapponese (n. 1526)
- 16 gennaio - Flaminio Rota, anatomista e chirurgo italiano
- 21 gennaio - Mariano Pierbenedetti, cardinale e vescovo cattolico italiano (n. 1538)

### Febbraio
- 3 febbraio - Ottavio Paravicini, cardinale e vescovo cattolico italiano (n. 1552)
- 7 febbraio - Ruprecht von Eggenberg, generale austriaco (n. 1546)
- 8 febbraio - Jan Huygen van Linschoten, viaggiatore e navigatore olandese
- 24 febbraio - Martin de Funes, religioso spagnolo (n. 1560)
- 26 febbraio - Antonio Possevino, gesuita, scrittore e diplomatico italiano (n. 1533)

### Marzo
- 1º marzo - Girolamo Pollini, storico e presbitero italiano (n. 1544)
- 2 marzo - Ernesto II di Brunswick-Lüneburg, duca (n. 1564)
- 5 marzo - Shimazu Yoshihisa, militare giapponese (n. 1533)
- 13 marzo - Luigi III di Löwenstein-Wertheim, conte (n. 1530)
- 17 marzo - Sofia Vasa (n. 1547)
- 20 marzo - Johann Georg Gödelmann, giurista, diplomatico e scrittore tedesco (n. 1559)
- 23 marzo - Sebastian Thörig, politico svizzero

### Aprile
- 5 aprile - Pietro De Franchi Sacco, doge (n. 1545)
- 7 aprile - Antonio Pérez, politico spagnolo (n. 1540)
- 19 aprile - Giuseppe d'Alvino, pittore, scultore e architetto italiano (n. 1550)

### Maggio
- 8 maggio - Marcantonio IV Colonna, nobile italiano (n. 1595)
- 28 maggio - Pietro Usimbardi, vescovo cattolico italiano (n. 1539)
- 29 maggio - Asano Nagamasa, militare giapponese (n. 1546)

### Giugno
- 23 giugno - Cristiano II di Sassonia, nobile tedesco (n. 1583)
- 23 giugno - Henry Hudson, esploratore e navigatore inglese (n. 1565)
- 30 giugno - Joannes Busaeus, teologo olandese (n. 1547)

### Luglio
- 12 luglio - Giovanni Fontana, vescovo cattolico italiano (n. 1537)
- 13 luglio - Sanada Masayuki, militare giapponese (n. 1547)
- 26 luglio - Horio Yoshiharu, militare giapponese (n. 1542)

### Agosto
- 2 agosto - Katō Kiyomasa, militare giapponese (n. 1562)
- 5 agosto - Girolamo Bernerio, cardinale italiano (n. 1540)
- 6 agosto - Ludovico Buti, pittore italiano
- 8 agosto - Christopher Ostorodt, teologo tedesco
- 9 agosto - Domenico Pinelli, cardinale e vescovo cattolico italiano (n. 1541)
- 27 agosto - Tomás Luis de Victoria, presbitero, compositore e organista spagnolo (n. 1548)

### Settembre
- 9 settembre - Eleonora de' Medici, duchessa (n. 1567)
- 12 settembre - Giulio Cesare Gabussi, compositore italiano (n. 1555)
- 13 settembre - Jerónimo Román de la Higuera, gesuita e storico spagnolo (n. 1538)
- 22 settembre - Pedro de Ribadeneira, gesuita spagnolo (n. 1527)

### Ottobre
- 3 ottobre - Carlo di Guisa, nobile francese (n. 1554)
- 3 ottobre - Margherita d'Austria-Stiria, regina (n. 1584)
- 8 ottobre - Pierre de L'Estoile,  francese (n. 1546)
- 15 ottobre - Jan Piotr Sapieha, politico e militare polacco (n. 1569)
- 30 ottobre - Carlo IX di Svezia, sovrano (n. 1550)

### Novembre
- 14 novembre - Girolamo Razzi, scrittore e commediografo italiano (n. 1527)
- 15 novembre - Fulvia Conti, nobile italiana
- 17 novembre - Nicola Enrico di Borbone-Francia, principe francese (n. 1607)
- 28 novembre - Lanfranco Margotti, cardinale e vescovo cattolico italiano (n. 1559)

### Dicembre
- 15 dicembre - Walter Scott, I lord Scott di Buccleuch, nobile scozzese (n. 1565)

### Senza giorno specificato
- Si Saowaphak, sovrano siamese
- Luigi Benfatto, pittore italiano (n. 1551)
- Jean Bertaut, poeta francese (n. 1552)
- Federico Ceruti, poeta e letterato italiano (n. 1532)
- Giovanni Antonio Dosio, architetto e scultore italiano (n. 1533)
- Johannes Eccard, compositore tedesco (n. 1553)
- Melchior Fischer, scultore e architetto svizzero (n. 1581)
- Giles Fletcher il Vecchio, scrittore scozzese (n. 1548)
- Simon Forman, astrologo inglese (n. 1552)
- Charles de Gavre, militare belga (n. 1537)
- Luca Grimaldi De Castro, doge (n. 1530)
- Orazio Guarguanti, medico e letterato italiano (n. 1554)
- Sebastiano Paride Lodron, condottiero italiano (n. 1572)
- Bonaiuto Lorini, ingegnere e architetto italiano
- Camillo Mariani, scultore, pittore e architetto italiano (n. 1567)
- Anton Möller, pittore tedesco (n. 1563)
- Anthonis van Obbergen, architetto fiammingo (n. 1543)
- Sforza degli Oddi, drammaturgo e giurista italiano (n. 1540)
- Barthélemy Prieur, scultore francese
- Jan Soens, pittore olandese
- Bartholomäus Spranger, pittore e incisore fiammingo (n. 1546)
- Marco Vecellio, pittore italiano (n. 1545)
- Livia d'Arco, soprano italiana (n. 1565)
- Enrichetta di Savoia-Villars, nobildonna italiana (n. 1541)
- Kuyucu Murad Pascià, politico e militare ottomano (n. 1535)
- Tiryaki Hasan Pascià, militare e politico ottomano (n. 1530)

## Calendario
| Calendario 1611 | Calendario 1611 | Calendario 1611 | Calendario 1611 | Calendario 1611 | Calendario 1611 | Calendario 1611 | Calendario 1611 | Calendario 1611 | Calendario 1611 | Calendario 1611 | Calendario 1611 | Calendario 1611 | Calendario 1611 | Calendario 1611 | Calendario 1611 | Calendario 1611 | Calendario 1611 | Calendario 1611 | Calendario 1611 | Calendario 1611 | Calendario 1611 | Calendario 1611 | Calendario 1611 | Calendario 1611 | Calendario 1611 | Calendario 1611 | Calendario 1611 | Calendario 1611 | Calendario 1611 | Calendario 1611 | Calendario 1611 | Calendario 1611 |
| --------------- | --------------- | --------------- | --------------- | --------------- | --------------- | --------------- | --------------- | --------------- | --------------- | --------------- | --------------- | --------------- | --------------- | --------------- | --------------- | --------------- | --------------- | --------------- | --------------- | --------------- | --------------- | --------------- | --------------- | --------------- | --------------- | --------------- | --------------- | --------------- | --------------- | --------------- | --------------- | --------------- |
|                 | 1               | 2               | 3               | 4               | 5               | 6               | 7               | 8               | 9               | 10              | 11              | 12              | 13              | 14              | 15              | 16              | 17              | 18              | 19              | 20              | 21              | 22              | 23              | 24              | 25              | 26              | 27              | 28              | 29              | 30              | 31              |                 |
| Gennaio         | Sa              | Do              | Lu              | Ma              | Me              | Gi              | Ve              | Sa              | Do              | Lu              | Ma              | Me              | Gi              | Ve              | Sa              | Do              | Lu              | Ma              | Me              | Gi              | Ve              | Sa              | Do              | Lu              | Ma              | Me              | Gi              | Ve              | Sa              | Do              | Lu              |                 |
| Febbraio        | Ma              | Me              | Gi              | Ve              | Sa              | Do              | Lu              | Ma              | Me              | Gi              | Ve              | Sa              | Do              | Lu              | Ma              | Me              | Gi              | Ve              | Sa              | Do              | Lu              | Ma              | Me              | Gi              | Ve              | Sa              | Do              | Lu              |                 |                 |                 |                 |
| Marzo           | Ma              | Me              | Gi              | Ve              | Sa              | Do              | Lu              | Ma              | Me              | Gi              | Ve              | Sa              | Do              | Lu              | Ma              | Me              | Gi              | Ve              | Sa              | Do              | Lu              | Ma              | Me              | Gi              | Ve              | Sa              | Do              | Lu              | Ma              | Me              | Gi              |                 |
| Aprile          | Ve              | Sa              | Do              | Lu              | Ma              | Me              | Gi              | Ve              | Sa              | Do              | Lu              | Ma              | Me              | Gi              | Ve              | Sa              | Do              | Lu              | Ma              | Me              | Gi              | Ve              | Sa              | Do              | Lu              | Ma              | Me              | Gi              | Ve              | Sa              |                 |                 |
| Maggio          | Do              | Lu              | Ma              | Me              | Gi              | Ve              | Sa              | Do              | Lu              | Ma              | Me              | Gi              | Ve              | Sa              | Do              | Lu              | Ma              | Me              | Gi              | Ve              | Sa              | Do              | Lu              | Ma              | Me              | Gi              | Ve              | Sa              | Do              | Lu              | Ma              |                 |
| Giugno          | Me              | Gi              | Ve              | Sa              | Do              | Lu              | Ma              | Me              | Gi              | Ve              | Sa              | Do              | Lu              | Ma              | Me              | Gi              | Ve              | Sa              | Do              | Lu              | Ma              | Me              | Gi              | Ve              | Sa              | Do              | Lu              | Ma              | Me              | Gi              |                 |                 |
| Luglio          | Ve              | Sa              | Do              | Lu              | Ma              | Me              | Gi              | Ve              | Sa              | Do              | Lu              | Ma              | Me              | Gi              | Ve              | Sa              | Do              | Lu              | Ma              | Me              | Gi              | Ve              | Sa              | Do              | Lu              | Ma              | Me              | Gi              | Ve              | Sa              | Do              |                 |
| Agosto          | Lu              | Ma              | Me              | Gi              | Ve              | Sa              | Do              | Lu              | Ma              | Me              | Gi              | Ve              | Sa              | Do              | Lu              | Ma              | Me              | Gi              | Ve              | Sa              | Do              | Lu              | Ma              | Me              | Gi              | Ve              | Sa              | Do              | Lu              | Ma              | Me              |                 |
| Settembre       | Gi              | Ve              | Sa              | Do              | Lu              | Ma              | Me              | Gi              | Ve              | Sa              | Do              | Lu              | Ma              | Me              | Gi              | Ve              | Sa              | Do              | Lu              | Ma              | Me              | Gi              | Ve              | Sa              | Do              | Lu              | Ma              | Me              | Gi              | Ve              |                 |                 |
| Ottobre         | Sa              | Do              | Lu              | Ma              | Me              | Gi              | Ve              | Sa              | Do              | Lu              | Ma              | Me              | Gi              | Ve              | Sa              | Do              | Lu              | Ma              | Me              | Gi              | Ve              | Sa              | Do              | Lu              | Ma              | Me              | Gi              | Ve              | Sa              | Do              | Lu              |                 |
| Novembre        | Ma              | Me              | Gi              | Ve              | Sa              | Do              | Lu              | Ma              | Me              | Gi              | Ve              | Sa              | Do              | Lu              | Ma              | Me              | Gi              | Ve              | Sa              | Do              | Lu              | Ma              | Me              | Gi              | Ve              | Sa              | Do              | Lu              | Ma              | Me              |                 |                 |
| Dicembre        | Gi              | Ve              | Sa              | Do              | Lu              | Ma              | Me              | Gi              | Ve              | Sa              | Do              | Lu              | Ma              | Me              | Gi              | Ve              | Sa              | Do              | Lu              | Ma              | Me              | Gi              | Ve              | Sa              | Do              | Lu              | Ma              | Me              | Gi              | Ve              | Sa              |                 |